# Lijst van archonten van Athene
Dit is een lijst van archonten van Athene.

## Tienjarige archonten
In 753 v.Chr. werd het archontschap voor het leven (een soort koningschap) beperkt tot een ambtstermijn van tien jaar:
| Periode               | Archont    |
| --------------------- | ---------- |
| 753 v.Chr.-743 v.Chr. | Charops    |
| 743 v.Chr.-733 v.Chr. | Aesimides  |
| 733 v.Chr.-723 v.Chr. | Clidicus   |
| 723 v.Chr.-713 v.Chr. | Hippomenes |
| 713 v.Chr.-703 v.Chr. | Leocrates  |
| 703 v.Chr.-693 v.Chr. | Apsander   |
| 693 v.Chr.-683 v.Chr. | Eryxias    |

## Jaarlijkse ofeponiemearchonten
Na 683 v.Chr. werd het ambt beperkt tot één jaar. De archonten werd gekozen uit het midden van de Areopagus. De jaartelling werd gebaseerd op de naam van een van deze archonten: de archon eponymos ("naamgevende archont").
| Jaar                                       | archon eponymos                                  | Andere ambtsbekleders of gebeurtenissen |
| ------------------------------------------ | ------------------------------------------------ | --- |
| 682 v.Chr.-681 v.Chr.                      | Creon                                            | |
| 681 v.Chr.-680 v.Chr.                      | Lysiades                                         | |
| 680 v.Chr.-679 v.Chr.                      | Tlisias                                          | |
| 679 v.Chr.-671 v.Chr.                      | onbekend                                         | |
| 671 v.Chr.-670 v.Chr.                      | Leostratus                                       | |
| 670 v.Chr.-669 v.Chr.                      | onbekend                                         | |
| 669 v.Chr.-668 v.Chr.                      | Pisistratus                                      | |
| 668 v.Chr.-667 v.Chr.                      | Autosthenes                                      | |
| 667 v.Chr.-664 v.Chr.                      | onbekend                                         | |
| 664 v.Chr.-663 v.Chr.                      | Miltiades                                        | |
| 663 v.Chr.-659 v.Chr.                      | onbekend                                         | |
| 659 v.Chr.-658 v.Chr.                      | Miltiades                                        | |
| 658 v.Chr.-645 v.Chr.                      | onbekend                                         | |
| 645 v.Chr.-644 v.Chr.                      | Dropides                                         | |
| 644 v.Chr.-639 v.Chr.                      | onbekend                                         | |
| 639 v.Chr.-638 v.Chr.                      | Damasias                                         | |
| 638 v.Chr.-634 v.Chr.                      | onbekend                                         | |
| 634 v.Chr.-633 v.Chr.                      | Epaenetus                                        | |
| 633 v.Chr.-632 v.Chr.                      | onbekend                                         | |
| 632 v.Chr.-631 v.Chr.                      | Megacles                                         | Cylon tracht tyrannos te worden |
| 631 v.Chr.-624 v.Chr.                      | onbekend                                         | |
| 624 v.Chr.-623 v.Chr.                      | Aristaechmus                                     | |
| 623 v.Chr.-621 v.Chr.                      | onbekend                                         | |
| 621 v.Chr.-620 v.Chr.                      | Draco                                            | Draco hervormt de wetgeving |
| 620 v.Chr.-615 v.Chr.                      | onbekend                                         | |
| 615 v.Chr.-614 v.Chr.                      | Heniochides                                      | |
| 614 v.Chr.-605 v.Chr.                      | onbekend                                         | |
| 605 v.Chr.-604 v.Chr.                      | Aristocles                                       | |
| 604 v.Chr.-600 v.Chr.                      | onbekend                                         | |
| 600 v.Chr.-599 v.Chr.                      | Critias                                          | |
| 599 v.Chr.-597 v.Chr.                      | onbekend                                         | |
| 597 v.Chr.-596 v.Chr.                      | Cypselus                                         | |
| 596 v.Chr.-595 v.Chr.                      | Telecles                                         | |
| 595 v.Chr.-594 v.Chr.                      | Philombrotus                                     | |
| 594 v.Chr.-593 v.Chr.                      | Solon                                            | Solon hervormt Draco's wetgeving en verlaat Athene, wat leidt tot een zwak archontschap en anarchie.                                          |
| 593 v.Chr.-592 v.Chr.                      | Dropides                                         | |
| 592 v.Chr.-591 v.Chr.                      | Eucrates                                         | |
| 591 v.Chr.-590 v.Chr.                      | Simon                                            | |
| 590 v.Chr.-589 v.Chr.                      | anarchie                                         | |
| 589 v.Chr.-588 v.Chr.                      | Phormion                                         | |
| 588 v.Chr.-587 v.Chr.                      | Philippus                                        | |
| 587 v.Chr.-586 v.Chr.                      | onbekend                                         | |
| 586 v.Chr.-585 v.Chr.                      | anarchie                                         | |
| 585 v.Chr.-582 v.Chr.                      | onbekend                                         | |
| 582 v.Chr.-581 v.Chr.                      | Damasias                                         | |
| 581 v.Chr.-580 v.Chr.                      | Damasias                                         | Damasias wordt tijdens zijn tweede ambtstermijn verdreven                                                                                     |
| 580 v.Chr.-579 v.Chr.                      | anarchie                                         | Een groep van 10 man dient gezamenlijk als archonten                                                                                          |
| 579 v.Chr.-578 v.Chr.                      | anarchie                                         | |
| 578 v.Chr.-577 v.Chr.                      | onbekend                                         | |
| 577 v.Chr.-576 v.Chr.                      | Archestratidas                                   | |
| 576 v.Chr.-570 v.Chr.                      | onbekend                                         | |
| 570 v.Chr.-569 v.Chr.                      | Aristomenes                                      | |
| 569 v.Chr.-566 v.Chr.                      | onbekend                                         | |
| 566 v.Chr.-565 v.Chr.                      | Hippocleides                                     | |
| 565 v.Chr.-561 v.Chr.                      | onbekend                                         | |
| 561 v.Chr.-560 v.Chr.                      | Comeas                                           | Pisistratus wordt tyrannos |
| 560 v.Chr.-559 v.Chr.                      | Hegestratus                                      | |
| 559 v.Chr.-558 v.Chr.                      | Hegesias                                         | |
| 559 v.Chr.-556 v.Chr.                      | onbekend                                         | |
| 556 v.Chr.-555 v.Chr.                      | Hegesias                                         | Pisistratus wordt verdreven maar keert weer terug als tiran.                                                                                  |
| 555 v.Chr.-554 v.Chr.                      | Euthidemus                                       | |
| 554 v.Chr.-548 v.Chr.                      | onbekend                                         | Pisistratus verbannen rond 550 v.Chr. |
| 548 v.Chr.-547 v.Chr.                      | Erxicleides                                      | |
| 547 v.Chr.-546 v.Chr.                      | Thespius                                         | Pisistratus wordt opnieuw tiran |
| 546 v.Chr.-545 v.Chr.                      | Phormion                                         | |
| 545 v.Chr.-535 v.Chr.                      | onbekend                                         | |
| 536 v.Chr.-535 v.Chr.                      | Phrynaeus                                        | |
| 535 v.Chr.-533 v.Chr.                      | onbekend                                         | |
| 533 v.Chr.-532 v.Chr.                      | Thericles                                        | |
| 532 v.Chr.-528 v.Chr.                      | onbekend                                         | |
| 528 v.Chr.-527 v.Chr.                      | Philoneus                                        | Hippias en Hipparchus volgen Pisistratus op als tiran.                                                                                        |
| 527 v.Chr.-526 v.Chr.                      | Onetorides                                       | |
| 526 v.Chr.-525 v.Chr.                      | Hippias                                          | |
| 525 v.Chr.-524 v.Chr.                      | Cleisthenes                                      | |
| 524 v.Chr.-523 v.Chr.                      | Miltiades                                        | |
| 523 v.Chr.-522 v.Chr.                      | Calliades                                        | |
| 522 v.Chr.-521 v.Chr.                      | Pisistratus                                      | |
| 521 v.Chr.-518 v.Chr.                      | onbekend                                         | |
| 518 v.Chr.-517 v.Chr.                      | Hebron                                           | |
| 517 v.Chr.-511 v.Chr.                      | onbekend                                         | Hipparchus rond 514 v.Chr. vermoord |
| 511 v.Chr.-510 v.Chr.                      | Harpactides                                      | Hippias onttroond |
| 510 v.Chr.-509 v.Chr.                      | Scamandrius                                      | |
| 509 v.Chr.-508 v.Chr.                      | Lysagoras                                        | |
| 508 v.Chr.-507 v.Chr.                      | Isagoras                                         | Cleisthenes wedijvert met Isagoras voor het archontschap maar wordt door Cleomenes I van Sparta verdreven.                                    |
| 507 v.Chr.-506 v.Chr.                      | Alcmeon                                          | |
| 506 v.Chr.-504 v.Chr.                      | onbekend                                         | |
| 504 v.Chr.-503 v.Chr.                      | Acestorides                                      | |
| 503 v.Chr.-501 v.Chr.                      | onbekend                                         | |
| 501 v.Chr.-500 v.Chr.                      | Hermocreon                                       | |
| 500 v.Chr.-499 v.Chr.                      | Smyrus                                           | |
| 499 v.Chr.-498 v.Chr.                      | Lacratides                                       | |
| 498 v.Chr.-497 v.Chr.                      | onbekend                                         | |
| 497 v.Chr.-496 v.Chr.                      | Archias                                          | |
| 496 v.Chr.-495 v.Chr.                      | Hipparchus                                       | |
| 495 v.Chr.-494 v.Chr.                      | Philippus                                        | |
| 494 v.Chr.-493 v.Chr.                      | Pythocritus                                      | |
| 493 v.Chr.-492 v.Chr.                      | Themistocles                                     | Themistocles begint de Atheense vloot op te bouwen                                                                                            |
| 492 v.Chr.-491 v.Chr.                      | Diognetus                                        | |
| 491 v.Chr.-490 v.Chr.                      | Hybrilides                                       | |
| 490 v.Chr.-489 v.Chr.                      | Phaenippus                                       | Slag bij Marathon; Stesileus, Callimachus en Miltiades zijn strategoi                                                                         |
| 489 v.Chr.-488 v.Chr.                      | Aristides de Rechtvaardige                       | |
| 488 v.Chr.-487 v.Chr.                      | Agchises                                         | |
| 487 v.Chr.-486 v.Chr.                      | Telesinus                                        | |
| 486 v.Chr.-485 v.Chr.                      | Ceures                                           | |
| 485 v.Chr.-484 v.Chr.                      | Philocrates                                      | |
| 484 v.Chr.-483 v.Chr.                      | Leostratus                                       | |
| 483 v.Chr.-482 v.Chr.                      | Nicodemus                                        | |
| 482 v.Chr.-481 v.Chr.                      | onbekend                                         | |
| 481 v.Chr.-480 v.Chr.                      | Hypsichides                                      | |
| 480 v.Chr.-479 v.Chr.                      | Calliades                                        | Slag bij Salamis; Aristides en Themistocles zijn strategoi                                                                                    |
| 479 v.Chr.-478 v.Chr.                      | Xanthippus                                       | Vader van Pericles; Slag bij Plataeae; Aristides is strategos                                                                                 |
| 478 v.Chr.-477 v.Chr.                      | Timosthenes                                      | |
| 477 v.Chr.-476 v.Chr.                      | Adimandus                                        | |
| 476 v.Chr.-475 v.Chr.                      | Phaedon                                          | |
| 475 v.Chr.-474 v.Chr.                      | Dromoclides                                      | |
| 474 v.Chr.-473 v.Chr.                      | Acestorides                                      | |
| 473 v.Chr.-472 v.Chr.                      | Menon                                            | |
| 472 v.Chr.-471 v.Chr.                      | Hares                                            | |
| 471 v.Chr.-470 v.Chr.                      | Praxiergus                                       | |
| 470 v.Chr.-469 v.Chr.                      | Demotion                                         | |
| 469 v.Chr.-468 v.Chr.                      | Apsiphion                                        | |
| 468 v.Chr.-467 v.Chr.                      | Theagenides                                      | |
| 467 v.Chr.-466 v.Chr.                      | Lysistratus                                      | |
| 466 v.Chr.-465 v.Chr.                      | Lysanias                                         | |
| 465 v.Chr.-464 v.Chr.                      | Lysitheus                                        | Sophanes is strategos |
| 464 v.Chr.-463 v.Chr.                      | Archedimides                                     | |
| 463 v.Chr.-462 v.Chr.                      | Tlipolemus                                       | Kimon II is strategos |
| 462 v.Chr.-461 v.Chr.                      | Conon                                            | Ephialtes hervormt de Areopagus en wordt vermoord.                                                                                            |
| 461 v.Chr.-460 v.Chr.                      | Euthippus                                        | |
| 460 v.Chr.-459 v.Chr.                      | Phrasicles                                       | Eerste Peloponnesische Oorlog |
| 459 v.Chr.-458 v.Chr.                      | Philocles                                        | Phrynicus, Dicaeogenes en Hippodamas zijn strategoi                                                                                           |
| 458 v.Chr.-457 v.Chr.                      | Hebron                                           | |
| 457 v.Chr.-456 v.Chr.                      | Mnisitheides                                     | |
| 456 v.Chr.-455 v.Chr.                      | Callias                                          | |
| 455 v.Chr.-454 v.Chr.                      | Sosistratus                                      | |
| 454 v.Chr.-453 v.Chr.                      | Ariston                                          | |
| 453 v.Chr.-452 v.Chr.                      | Lysicrates                                       | |
| 452 v.Chr.-451 v.Chr.                      | Chaerephanes                                     | |
| 451 v.Chr.-450 v.Chr.                      | Andidotus                                        | Anaxicrates en Kimon II zijn strategoi |
| 450 v.Chr.-449 v.Chr.                      | Euthydemus                                       | |
| 449 v.Chr.-448 v.Chr.                      | Pedieus                                          | |
| 448 v.Chr.-447 v.Chr.                      | Philiscus                                        | Pericles, Tolmides en Epiteles zijn strategoi; Vrede van Callias einde van de Perzische Oorlogen                                              |
| 447 v.Chr.-446 v.Chr.                      | Timarchides                                      | |
| 446 v.Chr.-445 v.Chr.                      | Callimachus                                      | |
| 445 v.Chr.-444 v.Chr.                      | Lysimachides                                     | Vrede tussen Athene en Sparta |
| 444 v.Chr.-443 v.Chr.                      | Praxiteles                                       | |
| 443 v.Chr.-442 v.Chr.                      | Lysanias                                         | Pericles is strategos |
| 442 v.Chr.-441 v.Chr.                      | Diphilus                                         | Pericles is strategos |
| 441 v.Chr.-440 v.Chr.                      | Timocles                                         | Pericles en Glaucon zijn strategoi |
| 440 v.Chr.-439 v.Chr.                      | Morychides                                       | Pericles is strategos |
| 439 v.Chr.-438 v.Chr.                      | Glaucinus                                        | Pericles is strategos |
| 438 v.Chr.-437 v.Chr.                      | Theodorus                                        | Pericles is strategos |
| 437 v.Chr.-436 v.Chr.                      | Ephthymenes                                      | Pericles is strategos |
| 436 v.Chr.-435 v.Chr.                      | Lysimachus                                       | Pericles is strategos |
| 435 v.Chr.-434 v.Chr.                      | Andiochides                                      | Pericles is strategos |
| 434 v.Chr.-433 v.Chr.                      | Crates                                           | Pericles is strategos |
| 433 v.Chr.-432 v.Chr.                      | Apseudes                                         | Pericles, Lacedaemonius, Diotimus en Proteas zijn strategoi                                                                                   |
| 432 v.Chr.-431 v.Chr.                      | Pythodorus                                       | Tweede Peloponnesische Oorlog begint; Pericles en Callias zijn strategoi                                                                      |
| 431 v.Chr.-430 v.Chr.                      | Euthydemus                                       | Pericles is strategos |
| 430 v.Chr.-429 v.Chr.                      | Apollodorus                                      | Pericles sterft; Xenophon, Hestiodorus, Calliades, Melesandrus en Phanomachus zijn strategoi                                                  |
| 429 v.Chr.-428 v.Chr.                      | Epameinon                                        | Phormio is strategos |
| 428 v.Chr.-427 v.Chr.                      | Diotemus                                         | Demosthenes, Asopius, Paches, Cleidippes en Lysicles zijn strategoi                                                                           |
| 427 v.Chr.-426 v.Chr.                      | Eucles                                           | Nicias, Charoiades en Procles zijn strategoi                                                                                                  |
| 426 v.Chr.-425 v.Chr.                      | Euthynus                                         | Laches en Hippocrates zijn strategoi |
| 425 v.Chr.-424 v.Chr.                      | Stratocles                                       | Nicias, Eurymedon, Pythodorus en Sophocles zijn strategoi                                                                                     |
| 424 v.Chr.-423 v.Chr.                      | Isarchus                                         | Demosthenes, Cleon, Thucydides en Hippocrates zijn strategoi                                                                                  |
| 423 v.Chr.-422 v.Chr.                      | Aminias                                          | Cleon is een strategos |
| 422 v.Chr.-421 v.Chr.                      | Alcaeus                                          | Cleon is een strategos |
| 421 v.Chr.-420 v.Chr.                      | Aristion                                         | |
| 420 v.Chr.-419 v.Chr.                      | Astyphilus                                       | Alcibiades is een strategos |
| 419 v.Chr.-418 v.Chr.                      | Archias                                          | |
| 418 v.Chr.-417 v.Chr.                      | Andiphon                                         | Laches en Nicostratus zijn strategoi |
| 417 v.Chr.-416 v.Chr.                      | Euphemus                                         | Begin van de Sicilaanse Expeditie |
| 416 v.Chr.-415 v.Chr.                      | Arimnistus                                       | Nicias, Alcibiades en Lamachus zijn strategoi                                                                                                 |
| 415 v.Chr.-414 v.Chr.                      | Charias                                          | Alcibiades is een strategos |
| 414 v.Chr.-413 v.Chr.                      | Tisandrus                                        | Lamachus is een strategos |
| 413 v.Chr.-412 v.Chr.                      | Cleocritus                                       | Eurymedon, Demosthenes en Nicias zijn strategoi; deze twee laatsten worden geëxecuteerd op Sicilië nadat de Siciliaanse Expeditie was mislukt |
| 412 v.Chr.-411 v.Chr.                      | Callias Scambonides                              | |
| 411 v.Chr.-410 v.Chr.                      | Mnasilochus (stierf); Theopompus                 | Simichus en Aristarchus zijn strategoi |
| 410 v.Chr.-409 v.Chr.                      | Glaucippus                                       | |
| 409 v.Chr.-408 v.Chr.                      | Diocles                                          | Anytus is een strategos |
| 408 v.Chr.-407 v.Chr.                      | Euctimon                                         | |
| 407 v.Chr.-406 v.Chr.                      | Andigenes                                        | Alcibiades, Adeimantus en Aristocrates zijn strategoi                                                                                         |
| 406 v.Chr.-405 v.Chr.                      | Callias Angelides                                | Archestratus, Thrasylus, Pericles, Lysias, Diomedon, Aristocrates, Erasinides, Protomachus en Aristogenes zijn strategoi                      |
| 405 v.Chr.-404 v.Chr.                      | Alexias                                          | Adeimantus, Eucrates, Philocles, Menandrus, Tydeus en Cephisodotus zijn strategoi                                                             |
| 404 v.Chr.-403 v.Chr.                      | Pythodorus                                       | Sparta brengt de oligarchische dictatuur van de Dertig aan de macht; Pythodorus wordt niet erkend als archon eponymos                         |
| 403 v.Chr.-402 v.Chr.                      | Eucleides                                        | De Dertig worden verdreven, de democratie herstelt.                                                                                           |
| 402 v.Chr.-401 v.Chr.                      | Micon                                            | |
| 401 v.Chr.-400 v.Chr.                      | Xenaenetus                                       | |
| 400 v.Chr.-399 v.Chr.                      | Laches                                           | |
| 399 v.Chr.-398 v.Chr.                      | Aristocrates                                     | Proces en dood van Socrates |
| 398 v.Chr.-397 v.Chr.                      | Euthycles                                        | |
| 397 v.Chr.-396 v.Chr.                      | Souniades                                        | |
| 396 v.Chr.-395 v.Chr.                      | Phormion                                         | |
| 395 v.Chr.-394 v.Chr.                      | Diophandus                                       | Athene neemt deel aan de Korinthische Oorlog tegen Sparta                                                                                     |
| 394 v.Chr.-393 v.Chr.                      | Ebulides                                         | |
| 393 v.Chr.-392 v.Chr.                      | Demostratus                                      | Adeimantus is een strategos |
| 392 v.Chr.-391 v.Chr.                      | Philocles                                        | |
| 391 v.Chr.-390 v.Chr.                      | Nicoteles                                        | |
| 390 v.Chr.-389 v.Chr.                      | Demostratus                                      | Thrasybulus en Ergocles zijn strategoi |
| 389 v.Chr.-388 v.Chr.                      | Antipatrus                                       | Agyrrhius en Pamphilus zijn strategoi |
| 388 v.Chr.-387 v.Chr.                      | Pyrgion                                          | Thrasybulus en Dionysius zijn strategoi |
| 387 v.Chr.-386 v.Chr.                      | Theodotus                                        | |
| 386 v.Chr.-385 v.Chr.                      | Mystichides                                      | De Korinthische Oorlog eindigt met de vrede van Antalcidas                                                                                    |
| 385 v.Chr.-384 v.Chr.                      | Dexitheus                                        | |
| 384 v.Chr.-383 v.Chr.                      | Dietrephes                                       | |
| 383 v.Chr.-382 v.Chr.                      | Phanostratus                                     | |
| 382 v.Chr.-381 v.Chr.                      | Evandrus                                         | |
| 381 v.Chr.-380 v.Chr.                      | Demophilus                                       | |
| 380 v.Chr.-379 v.Chr.                      | Pytheas                                          | |
| 379 v.Chr.-378 v.Chr.                      | Nicon                                            | Hernemen van oorlog met Sparta |
| 378 v.Chr.-377 v.Chr.                      | Nausinicus                                       | |
| 377 v.Chr.-376 v.Chr.                      | Calleas                                          | |
| 376 v.Chr.-375 v.Chr.                      | Charisandrus                                     | Cedon is een strategos |
| 375 v.Chr.-374 v.Chr.                      | Hippodamas                                       | |
| 374 v.Chr.-373 v.Chr.                      | Socratides                                       | |
| 373 v.Chr.-372 v.Chr.                      | Asteius                                          | Iphicrates, Callistratus, Chabrias en Timotheus zijn strategoi                                                                                |
| 372 v.Chr.-371 v.Chr.                      | Alcisthenes                                      | |
| 371 v.Chr.-370 v.Chr.                      | Phrasicleides                                    | Vrede met Sparta. De Spartanen worden verslagen door de Thebanen in de slag bij Leuctra                                                       |
| 370 v.Chr.-369 v.Chr.                      | Dyscinitus                                       | |
| 369 v.Chr.-368 v.Chr.                      | Lysistratus                                      | |
| 368 v.Chr.-367 v.Chr.                      | Nausigenes                                       | |
| 367 v.Chr.-366 v.Chr.                      | Polyzelus                                        | |
| 366 v.Chr.-365 v.Chr.                      | Ciphisodorus                                     | Chabrias is een strategos |
| 365 v.Chr.-364 v.Chr.                      | Chion                                            | Iphicrates is een strategos |
| 364 v.Chr.-363 v.Chr.                      | Timocrates                                       | |
| 363 v.Chr.-362 v.Chr.                      | Charicleides                                     | Ergophilus en Callisthenes zijn strategoi |
| 362 v.Chr.-361 v.Chr.                      | Molon                                            | Leosthenes en Autocles zijn strategoi; Athene en Sparta worden verslagen door de Thebanen in de slag bij Mantinea.                            |
| 361 v.Chr.-360 v.Chr.                      | Nicophemus                                       | Timomachus is een strategos |
| 360 v.Chr.-359 v.Chr.                      | Callimides                                       | Menon, Timotheus en Cephisodotus zijn strategoi                                                                                               |
| 359 v.Chr.-358 v.Chr.                      | Eucharistus                                      | |
| 358 v.Chr.-357 v.Chr.                      | Ciphisodotus                                     | |
| 357 v.Chr.-356 v.Chr.                      | Agathocles                                       | Chabrias is een strategos |
| 356 v.Chr.-355 v.Chr.                      | Elpines                                          | Iphicrates, Timotheus en Menestheus zijn strategoi                                                                                            |
| 355 v.Chr.-354 v.Chr.                      | Callistratus                                     | |
| 354 v.Chr.-353 v.Chr.                      | Diotemus                                         | |
| 353 v.Chr.-352 v.Chr.                      | Thudemus                                         | |
| 352 v.Chr.-351 v.Chr.                      | Aristodemus                                      | |
| 351 v.Chr.-350 v.Chr.                      | Theellus                                         | Theogenes is (waarschijnlijk) archon basileus                                                                                                 |
| 350 v.Chr.-349 v.Chr.                      | Apollodorus                                      | |
| 349 v.Chr.-348 v.Chr.                      | Callimachus                                      | Hegesileus is een strategos |
| 348 v.Chr.-347 v.Chr.                      | Theophilus                                       | |
| 347 v.Chr.-346 v.Chr.                      | Themistocles                                     | Proxenus is een strategos |
| 346 v.Chr.-345 v.Chr.                      | Archias                                          | |
| 345 v.Chr.-344 v.Chr.                      | Ebulus                                           | |
| 344 v.Chr.-343 v.Chr.                      | Lyciscus                                         | Phocion is een strategos |
| 343 v.Chr.-342 v.Chr.                      | Pythodotus                                       | |
| 342 v.Chr.-341 v.Chr.                      | Sosigenes                                        | |
| 341 v.Chr.-340 v.Chr.                      | Nicomachus                                       | |
| 340 v.Chr.-339 v.Chr.                      | Theophrastus                                     | Phocion is een strategos |
| 339 v.Chr.-338 v.Chr.                      | Lysimachides                                     | Phocion is een strategos, hij wordt verslagen door Philippus II van Macedonië                                                                 |
| 338 v.Chr.-337 v.Chr.                      | Xaerondas                                        | Lysicles is een strategos |
| 337 v.Chr.-336 v.Chr.                      | Phrynichus                                       | |
| 336 v.Chr.-335 v.Chr.                      | Pythodilus                                       | |
| 335 v.Chr.-334 v.Chr.                      | Evaenetus                                        | |
| 334 v.Chr.-333 v.Chr.                      | Ctisicles                                        | |
| 333 v.Chr.-332 v.Chr.                      | Nicocrates                                       | |
| 332 v.Chr.-331 v.Chr.                      | Nicites                                          | |
| 331 v.Chr.-330 v.Chr.                      | Aristophanes                                     | |
| 330 v.Chr.-329 v.Chr.                      | Aristophon                                       | |
| 329 v.Chr.-328 v.Chr.                      | Ciphisophon                                      | |
| 328 v.Chr.-327 v.Chr.                      | Euthicritus                                      | |
| 327 v.Chr.-326 v.Chr.                      | Hegemon                                          | |
| 326 v.Chr.-325 v.Chr.                      | Chremes                                          | |
| 325 v.Chr.-324 v.Chr.                      | Andicles                                         | Philocles is een strategos |
| 324 v.Chr.-323 v.Chr.                      | Hegesias                                         | |
| 323 v.Chr.-322 v.Chr.                      | Ciphisodorus                                     | Phocion en Leosthenes zijn strategoi; de Lamische Oorlog met Macedonië breekt uit wanneer Alexander de Grote komt te sterven                  |
| 322 v.Chr.-321 v.Chr.                      | Philocles                                        | |
| 321 v.Chr.-320 v.Chr.                      | Archippus                                        | |
| 320 v.Chr.-319 v.Chr.                      | Neaechmus                                        | |
| 319 v.Chr.-318 v.Chr.                      | Apollodorus                                      | |
| 318 v.Chr.-317 v.Chr.                      | Archippus                                        | |
| 317 v.Chr.-316 v.Chr.                      | Demogenes                                        | Demetrius Phalereus wordt de Macedonische regent Cassander aangesteld als gouverneur.                                                         |
| 316 v.Chr.-315 v.Chr.                      | Democleides                                      | |
| 315 v.Chr.-314 v.Chr.                      | Praxibulus                                       | |
| 314 v.Chr.-313 v.Chr.                      | Nicodorus                                        | |
| 313 v.Chr.-312 v.Chr.                      | Theophrastus                                     | |
| 312 v.Chr.-311 v.Chr.                      | Polemon                                          | |
| 311 v.Chr.-310 v.Chr.                      | Simonides                                        | |
| 310 v.Chr.-309 v.Chr.                      | Hieromnemon                                      | |
| 309 v.Chr.-308 v.Chr.                      | Demetrius                                        | |
| 308 v.Chr.-307 v.Chr.                      | Charinus                                         | |
| 307 v.Chr.-306 v.Chr.                      | Anaxicrates                                      | Lysias is een thesmotheet; Demetrius Phalereus wordt verbannen wanneer Demetrius I Poliorcetes de stad overneemt van Cassander.               |
| 306 v.Chr.-305 v.Chr.                      | Coroebus                                         | Pamphilus is een thesmotheet |
| 305 v.Chr.-304 v.Chr.                      | Euxenippus                                       | Autolycus is een thesmotheet |
| 304 v.Chr.-303 v.Chr.                      | Pherecles                                        | Epicharinus is een thesmotheet |
| 303 v.Chr.-302 v.Chr.                      | Leostratus                                       | Diophantus is een thesmotheet |
| 302 v.Chr.-301 v.Chr.                      | Nicocles                                         | Nicon is een thesmotheet |
| 301 v.Chr.-300 v.Chr.                      | Clearchus                                        | Mnesarchus is een thesmotheet |
| 300 v.Chr.-299 v.Chr.                      | Hegemachus                                       | |
| 299 v.Chr.-298 v.Chr.                      | Euctemon                                         | Theophilus is een thesmotheet |
| 298 v.Chr.-297 v.Chr.                      | Mnesidemus                                       | |
| 297 v.Chr.-296 v.Chr.                      | Antiphates                                       | |
| 296 v.Chr.-295 v.Chr.                      | Nicias                                           | Anticrates is een thesmotheet |
| 295 v.Chr.-294 v.Chr.                      | Nicostratus                                      | Dorotheus is een thesmotheet |
| 294 v.Chr.-293 v.Chr.                      | Olympiodorus                                     | Thrasycles is een thesmotheet |
| 293 v.Chr.-292 v.Chr.                      | Olympiodorus                                     | Epicurus is een thesmotheet |
| 292 v.Chr.-291 v.Chr.                      | Philippus                                        | |
| 291 v.Chr.-290 v.Chr.                      | Cimon                                            | |
| 290 v.Chr.-289 v.Chr.                      | Aristonymus                                      | |
| 289 v.Chr.-288 v.Chr.                      | Charinus (?)                                     | |
| 288 v.Chr.-287 v.Chr.                      | Xenophon (?)                                     | |
| 287 v.Chr.-286 v.Chr.                      | Diocles                                          | Xenophon is een thesmotheet |
| 286 v.Chr.-285 v.Chr.                      | Diotimus                                         | Lysistratus is een thesmotheet |
| 285 v.Chr.-284 v.Chr.                      | Isaeus                                           | |
| 284 v.Chr.-283 v.Chr.                      | Euthius                                          | Nausimenes is een thesmotheet |
| 283 v.Chr.-282 v.Chr.                      | Nicias                                           | Theophilus is een thesmotheet |
| 282 v.Chr.-281 v.Chr.                      | Ourius                                           | Euxenus is een thesmotheet |
| 281 v.Chr.-280 v.Chr.                      | Gorgias                                          | |
| 280 v.Chr.-279 v.Chr.                      | Sosistratus (?)                                  | |
| 279 v.Chr.-278 v.Chr.                      | Anaxicrates                                      | |
| 278 v.Chr.-277 v.Chr.                      | Democles                                         | |
| 277 v.Chr.-276 v.Chr.                      | Euboulus (?)                                     | |
| 276 v.Chr.-275 v.Chr.                      | Olbius                                           | Cydias is een thesmotheet |
| 275 v.Chr.-274 v.Chr.                      | Philippides (?)                                  | |
| 274 v.Chr.-273 v.Chr.                      | Glaucippus                                       | Euthonius is een thesmotheet |
| 273 v.Chr.-272 v.Chr.                      | Unknown                                          | |
| 272 v.Chr.-271 v.Chr.                      | Telocles (?)                                     | |
| 271 v.Chr.-270 v.Chr.                      | Pytharatus                                       | |
| 270 v.Chr.-269 v.Chr.                      | Peithidemus                                      | Cleigenes is een thesmotheet |
| 269 v.Chr.-268 v.Chr.                      | Diogeiton                                        | Theodotus is een thesmotheet |
| 268 v.Chr.-267 v.Chr.                      | Menecles                                         | Theodorus is een thesmotheet |
| 267 v.Chr.-266 v.Chr.                      | Nicias                                           | Isocrates is een thesmotheet; de Chremonideïsche Oorlog tegen Macedonië begint                                                                |
| 266 v.Chr.-265 v.Chr.                      | Hagnias (?)                                      | Potamon is een thesmotheet |
| 265 v.Chr.-264 v.Chr.                      | Philocrates                                      | Hegesippus is een thesmotheet |
| 264 v.Chr.-263 v.Chr.                      | Diognetus                                        | |
| 263 v.Chr.-262 v.Chr.                      | Antipatrus                                       | |
| 262 v.Chr.-261 v.Chr.                      | Arrheneides                                      | |
| 261 v.Chr.-260 v.Chr.                      | Cleomachus                                       | Aphthonetus is een thesmotheet; Athene wordt ingenomen door Antigonus II van Macedonië, einde van de Chremonideïsche Oorlog                   |
| 260 v.Chr.-259 v.Chr.                      | Polystratus (?)                                  | |
| 259 v.Chr.-258 v.Chr.                      | onbekend                                         | |
| 258 v.Chr.-257 v.Chr.                      | Antiphon (?)                                     | |
| 257 v.Chr.-256 v.Chr.                      | Thymochares (?)                                  | Sostratus is een thesmotheet |
| 256 v.Chr.-255 v.Chr.                      | Alcibiades (?)                                   | |
| 255 v.Chr.-254 v.Chr.                      | Euboulus                                         | |
| 254 v.Chr.-253 v.Chr.                      | Philostratus (?)                                 | |
| 253 v.Chr.-252 v.Chr.                      | Lysitheides (?)                                  | |
| 252 v.Chr.-251 v.Chr.                      | Lyceas (?)                                       | |
| 251 v.Chr.-250 v.Chr.                      | Callimedes                                       | Callias is een thesmotheet |
| 250 v.Chr.-249 v.Chr.                      | Antimachus                                       | Chaerigenes |
| 249 v.Chr.-248 v.Chr.                      | Thersilochus                                     | Diodotus is een thesmotheet |
| 248 v.Chr.-247 v.Chr.                      | Polyeuctus                                       | Chaerephon is een thesmotheet |
| 247 v.Chr.-246 v.Chr.                      | Hieron                                           | Phaenylus is een thesmotheet |
| 246 v.Chr.-245 v.Chr.                      | Diomedon                                         | Phoryscides is een thesmotheet |
| 245 v.Chr.-244 v.Chr.                      | Theophemus                                       | Procles is een thesmotheet |
| 244 v.Chr.-243 v.Chr.                      | Philoneus                                        | |
| 243 v.Chr.-242 v.Chr.                      | Cydenor                                          | |
| 242 v.Chr.-241 v.Chr.                      | Eurycleides                                      | |
| 241 v.Chr.-240 v.Chr.                      | Lysiades                                         | Aristomachus is een thesmotheet |
| 240 v.Chr.-239 v.Chr.                      | Athenodorus                                      | Arcetus is een thesmotheet |
| 239 v.Chr.-238 v.Chr.                      | Lysias                                           | |
| 238 v.Chr.-237 v.Chr.                      | Pheidostratus                                    | |
| 237 v.Chr.-236 v.Chr.                      | Kimon II                                         | |
| 236 v.Chr.-235 v.Chr.                      | Ecphantus                                        | |
| 235 v.Chr.-234 v.Chr.                      | Lysanias                                         | Eumelus is een thesmotheet |
| 234 v.Chr.-233 v.Chr.                      | Phanostratus (?)                                 | |
| 233 v.Chr.-232 v.Chr.                      | onbekend                                         | |
| 232 v.Chr.-231 v.Chr.                      | Iason                                            | |
| 231 v.Chr.-230 v.Chr.                      | onbekend                                         | |
| 230 v.Chr.-229 v.Chr.                      | Phanomachus (?)                                  | |
| 229 v.Chr.-228 v.Chr.                      | Heliodorus                                       | Charias is een thesmotheet |
| 228 v.Chr.-227 v.Chr.                      | Leochares                                        | Theocrisius is een thesmotheet |
| 227 v.Chr.-226 v.Chr.                      | Theophilus                                       | Philippus is een thesmotheet |
| 226 v.Chr.-225 v.Chr.                      | Ergochares                                       | Zoilus is een thesmotheet |
| 225 v.Chr.-224 v.Chr.                      | Nicetes                                          | |
| 224 v.Chr.-223 v.Chr.                      | Antiphilus                                       | |
| 223 v.Chr.-222 v.Chr.                      | onbekend                                         | |
| 222 v.Chr.-221 v.Chr.                      | Archelaus                                        | Moschus is een thesmotheet |
| 221 v.Chr.-220 v.Chr.                      | Thrasyphon                                       | |
| 220 v.Chr.-219 v.Chr.                      | Menecrates                                       | |
| 219 v.Chr.-218 v.Chr.                      | Chaerephon                                       | |
| 218 v.Chr.-217 v.Chr.                      | Callimachus (?)                                  | Aristoteles is een thesmotheet |
| 217 v.Chr.-216 v.Chr.                      | onbekend                                         | |
| 216 v.Chr.-215 v.Chr.                      | Hagnias                                          | Potamon |
| 215 v.Chr.-214 v.Chr.                      | Diocles                                          | Aristophanes is een thesmotheet |
| 214 v.Chr.-213 v.Chr.                      | Euphiletus                                       | |
| 213 v.Chr.-212 v.Chr.                      | Heracleitus                                      | |
| 212 v.Chr.-211 v.Chr.                      | Philinus (?)                                     | |
| 211 v.Chr.-210 v.Chr.                      | Aeschron                                         | |
| 210 v.Chr.-209 v.Chr.                      | onbekend                                         | |
| 210 v.Chr.-209 v.Chr.                      | Callaeschrus                                     | Archicles is een thesmotheet |
| 208 v.Chr.-207 v.Chr.                      | Ancylus (?)                                      | |
| 207 v.Chr.-206 v.Chr.                      | Pantiades (?)                                    | |
| 206 v.Chr.-205 v.Chr.                      | Callistratus (?)                                 | Hagnonides is een thesmotheet |
| 205 v.Chr.-204 v.Chr.                      | Euandrus (?)                                     | |
| 204 v.Chr.-203 v.Chr.                      | Apollodorus                                      | |
| 203 v.Chr.-202 v.Chr.                      | Proxenides                                       | Euboulus is een thesmotheet |
| 202 v.Chr.-201 v.Chr.                      | Euthycritus (?)                                  | |
| 201 v.Chr.-200 v.Chr.                      | Nicophon (?)                                     | |
| 200 v.Chr.-199 v.Chr.                      | Dionysius (?)                                    | |
| 199 v.Chr.-198 v.Chr.                      | Philon (?)                                       | |
| 198 v.Chr.-197 v.Chr.                      | Diodotus                                         | |
| 197 v.Chr.-196 v.Chr.                      | Sositeles                                        | |
| 196 v.Chr.-195 v.Chr.                      | Charicles                                        | Aeschrion is een thesmotheet |
| 195 v.Chr.-193 v.Chr.                      | Onbekend                                         | |
| 193 v.Chr.-192 v.Chr.                      | Phanarchides                                     | |
| 192 v.Chr.-191 v.Chr.                      | Diodotus                                         | Procles is een thesmotheet |
| 191 v.Chr.-190 v.Chr.                      | Onbekend                                         | Cephalus is een thesmotheet |
| 190 v.Chr.-189 v.Chr.                      | Hippias (?)                                      | Theodosius is een thesmotheet |
| 189 v.Chr.-188 v.Chr.                      | Isocrates (?)                                    | |
| 188 v.Chr.-187 v.Chr.                      | Symmachus                                        | Archicles is een thesmotheet |
| 187 v.Chr.-186 v.Chr.                      | Theoxenus                                        | Bioteles is waarschijnlijk een thesmotheet |
| 186 v.Chr.-185 v.Chr.                      | Zopyrus                                          | Megaristus is een thesmotheet |
| 185 v.Chr.-184 v.Chr.                      | Eupolemus                                        | Stratonicus is een thesmotheet |
| 184 v.Chr.-183 v.Chr.                      | Sosigenes (?)                                    | |
| 183 v.Chr.-182 v.Chr.                      | Hermogenes                                       | |
| 182 v.Chr.-181 v.Chr.                      | Timesianax                                       | |
| 181 v.Chr.-180 v.Chr.                      | Telesarchides                                    | |
| 180 v.Chr.-179 v.Chr.                      | Dionysius (?)                                    | Iason is een thesmotheet |
| 179 v.Chr.-178 v.Chr.                      | Menedemus                                        | |
| 178 v.Chr.-177 v.Chr.                      | Philon                                           | Philistion is een thesmotheet |
| 177 v.Chr.-176 v.Chr.                      | Speusippus                                       | |
| 176 v.Chr.-175 v.Chr.                      | Hippacus                                         | |
| 175 v.Chr.-174 v.Chr.                      | Sonicus                                          | Pausanias is een thesmotheet |
| 174 v.Chr.-173 v.Chr.                      | Unknown                                          | |
| 173 v.Chr.-172 v.Chr.                      | Alexandrus (?)                                   | |
| 172 v.Chr.-171 v.Chr.                      | Sosigenes                                        | |
| 171 v.Chr.-170 v.Chr.                      | Antigenes                                        | Sosandrus is een thesmotheet |
| 170 v.Chr.-169 v.Chr.                      | Unknown                                          | |
| 169 v.Chr.-168 v.Chr.                      | Eunicus                                          | Hieronymus is een thesmotheet |
| 168 v.Chr.-167 v.Chr.                      | Xenocles                                         | Sthenedemus is een thesmotheet |
| 167 v.Chr.-166 v.Chr.                      | Nicosthenes (?)                                  | |
| 166 v.Chr.-165 v.Chr.                      | Achaeus                                          | Heracleon is een thesmotheet |
| 165 v.Chr.-164 v.Chr.                      | Pelops                                           | Dionysicles is een thesmotheet |
| 164 v.Chr.-163 v.Chr.                      | Charias (?)                                      | |
| 163 v.Chr.-162 v.Chr.                      | Erastus                                          | Demetrius is een thesmotheet |
| 162 v.Chr.-161 v.Chr.                      | Poseidonius                                      | |
| 161 v.Chr.-160 v.Chr.                      | Aristolas                                        | |
| 160 v.Chr.-159 v.Chr.                      | Tychandrus                                       | Sosigenes is een thesmotheet |
| 159 v.Chr.-158 v.Chr.                      | Diocles (?)                                      | Dionysodorus is een thesmotheet |
| 158 v.Chr.-157 v.Chr.                      | Aristaechmus                                     | |
| 157 v.Chr.-156 v.Chr.                      | Anthesterius                                     | |
| 156 v.Chr.-155 v.Chr.                      | Callistratus                                     | |
| 155 v.Chr.-154 v.Chr.                      | Mnestheus                                        | Philiscus is een thesmotheet |
| 154 v.Chr.-153 v.Chr.                      | Epaenetus (?)                                    | |
| 153 v.Chr.-152 v.Chr.                      | Aristophantus (?)                                | |
| 152 v.Chr.-151 v.Chr.                      | Phaedrias (?)                                    | |
| 151 v.Chr.-150 v.Chr.                      | Andreas (?)                                      | |
| 150 v.Chr.-149 v.Chr.                      | Zeleucus (?)                                     | |
| 149 v.Chr.-148 v.Chr.                      | Micion (?)                                       | |
| 148 v.Chr.-147 v.Chr.                      | Lysiades (?)                                     | |
| 147 v.Chr.-146 v.Chr.                      | Archon                                           | Rome neemt de controle over Griekenland over                                                                                                  |
| 146 v.Chr.-145 v.Chr.                      | Epicrates                                        | |
| 145 v.Chr.-144 v.Chr.                      | Metrophanes                                      | Epigenes is een thesmotheet |
| 144 v.Chr.-143 v.Chr.                      | Hermias (?)                                      | |
| 143 v.Chr.-142 v.Chr.                      | Theaetetus                                       | |
| 142 v.Chr.-141 v.Chr.                      | Aristophon                                       | |
| 141 v.Chr.-140 v.Chr.                      | Pleistaenus (?)                                  | |
| 140 v.Chr.-139 v.Chr.                      | Hagnotheus                                       | Menecrates is een thesmotheet |
| 139 v.Chr.-138 v.Chr.                      | Apollodorus                                      | |
| 138 v.Chr.-137 v.Chr.                      | Timarchus                                        | |
| 137 v.Chr.-136 v.Chr.                      | Heracleitus                                      | Dionysius is een thesmotheet |
| 136 v.Chr.-135 v.Chr.                      | Timarchides                                      | |
| 135 v.Chr.-134 v.Chr.                      | Dionysius                                        | Theolytus is een thesmotheet |
| 134 v.Chr.-133 v.Chr.                      | Nicomachus                                       | |
| 133 v.Chr.-132 v.Chr.                      | Xenon                                            | |
| 132 v.Chr.-131 v.Chr.                      | Ergocles                                         | |
| 131 v.Chr.-130 v.Chr.                      | Epicles                                          | Gorgilus is een thesmotheet |
| 130 v.Chr.-129 v.Chr.                      | Demostratus                                      | |
| 129 v.Chr.-128 v.Chr.                      | Lyciscus                                         | |
| 128 v.Chr.-127 v.Chr.                      | Dionysius                                        | |
| 127 v.Chr.-126 v.Chr.                      | Theodorides                                      | Sosicrates is een thesmotheet |
| 126 v.Chr.-125 v.Chr.                      | Diotimus                                         | |
| 125 v.Chr.-124 v.Chr.                      | Jason                                            | Athenodorus is een thesmotheet |
| 124 v.Chr.-123 v.Chr.                      | Nicias (stierf); Isigenes                        | |
| 123 v.Chr.-122 v.Chr.                      | Demetrius                                        | |
| 122 v.Chr.-121 v.Chr.                      | Nicodemus                                        | Epigenes is een thesmotheet |
| 121 v.Chr.-120 v.Chr.                      | Phocion (?)                                      | Euandros is mogelijk een thesmotheet |
| 120 v.Chr.-119 v.Chr.                      | Eumachus                                         | |
| 119 v.Chr.-118 v.Chr.                      | Hipparchus                                       | |
| 118 v.Chr.-117 v.Chr.                      | Lenaeus                                          | Isidorus is een thesmotheet |
| 117 v.Chr.-116 v.Chr.                      | Menoites                                         | |
| 116 v.Chr.-115 v.Chr.                      | Sarapion                                         | Sophocles is een thesmotheet |
| 115 v.Chr.-114 v.Chr.                      | Nausias                                          | |
| 114 v.Chr.-113 v.Chr.                      | Pleistaenus                                      | |
| 113 v.Chr.-112 v.Chr.                      | Paramonus                                        | |
| 112 v.Chr.-111 v.Chr.                      | Dionysius                                        | Lamius is een thesmotheet |
| 111 v.Chr.-110 v.Chr.                      | Sosicrates                                       | |
| 110 v.Chr.-109 v.Chr.                      | Polycleitus                                      | |
| 109 v.Chr.-108 v.Chr.                      | Iason                                            | Epiphanes is een thesmotheet |
| 108 v.Chr.-107 v.Chr.                      | Demochares                                       | |
| 107 v.Chr.-106 v.Chr.                      | Aristarchus                                      | Telestes is een thesmotheet |
| 106 v.Chr.-105 v.Chr.                      | Agathocles                                       | Eucles is een thesmotheet |
| 105 v.Chr.-104 v.Chr.                      | Heracleides                                      | |
| 104 v.Chr.-103 v.Chr.                      | Diocles (?)                                      | |
| 103 v.Chr.-102 v.Chr.                      | Theocles                                         | |
| 102 v.Chr.-101 v.Chr.                      | Echecrates                                       | |
| 101 v.Chr.-100 v.Chr.                      | Medeius                                          | Philion is een thesmotheet |
| 100 v.Chr.-99 v.Chr.                       | Theodosius                                       | |
| 99 v.Chr.-98 v.Chr.                        | Procles                                          | |
| 98 v.Chr.-97 v.Chr.                        | Argeius                                          | |
| 97 v.Chr.-96 v.Chr.                        | Argeius                                          | |
| 96 v.Chr.-95 v.Chr.                        | Heracleitus                                      | |
| 95 v.Chr.-94 v.Chr.                        | Diocles (?)                                      | |
| 94 v.Chr.-93 v.Chr.                        | Isocrates (?)                                    | |
| 93 v.Chr.-92 v.Chr.                        | Callias                                          | |
| 92 v.Chr.-91 v.Chr.                        | Menedemos (?)                                    | |
| 91 v.Chr.-90 v.Chr.                        | Medeius                                          | |
| 90 v.Chr.-89 v.Chr.                        | Medeius                                          | |
| 89 v.Chr.-88 v.Chr.                        | Medeius                                          | |
| 88 v.Chr.-87 v.Chr.                        | anarchie                                         | |
| 87 v.Chr.-86 v.Chr.                        | Philanthes                                       | Rome annexeert Athene |
| 86 v.Chr.-85 v.Chr.                        | Hierophantes                                     | |
| 85 v.Chr.-84 v.Chr.                        | Pythocritus                                      | |
| 84 v.Chr.-83 v.Chr.                        | Aeschraeus (?)                                   | Athene wordt ingenomen door de Romeinse legioenen van Lucius Cornelius Sulla                                                                  |
| 83 v.Chr.-82 v.Chr.                        | Seleucus (?)                                     | |
| 82 v.Chr.-81 v.Chr.                        | Herecleodorus (?)                                | |
| 81 v.Chr.-80 v.Chr.                        | Apollodorus (?)                                  | |
| 80 v.Chr.-78 v.Chr.                        | onbekend                                         | |
| 78 v.Chr.-77 v.Chr.                        | Zenion (?)                                       | |
| 77 v.Chr.-75 v.Chr.                        | onbekend                                         | |
| 75 v.Chr.-74 v.Chr.                        | Aeschines                                        | |
| 74 v.Chr.-73 v.Chr.                        | onbekend                                         | |
| 73 v.Chr.-72 v.Chr.                        | Nicetes (?)                                      | |
| 72 v.Chr.-71 v.Chr.                        | onbekend                                         | |
| 71 v.Chr.-70 v.Chr.                        | Aristoxenus (?)                                  | |
| 70 v.Chr.-69 v.Chr.                        | Criton (?)                                       | |
| 69 v.Chr.-67 v.Chr.                        | onbekend                                         | |
| 67 v.Chr.-66 v.Chr.                        | Theoxenus (?)                                    | |
| 66 v.Chr.-65 v.Chr.                        | Medeius (?)                                      | |
| 65 v.Chr.-62 v.Chr.                        | onbekend                                         | |
| 62 v.Chr.-61 v.Chr.                        | Aristeius                                        | |
| 61 v.Chr.-60 v.Chr.                        | Theophemus                                       | |
| 60 v.Chr.-59 v.Chr.                        | Herodes                                          | |
| 59 v.Chr.-58 v.Chr.                        | Leucius                                          | |
| 58 v.Chr.-57 v.Chr.                        | Calliphon                                        | |
| 57 v.Chr.-56 v.Chr.                        | Diocles                                          | |
| 56 v.Chr.-55 v.Chr.                        | Cointus                                          | |
| 55 v.Chr.-54 v.Chr.                        | Aristoxenus (of Aristodemus?)                    | |
| 54 v.Chr.-53 v.Chr.                        | Zenon                                            | |
| 53 v.Chr.-52 v.Chr.                        | Diodorus                                         | |
| 52 v.Chr.-51 v.Chr.                        | Lysandrus                                        | |
| 51 v.Chr.-50 v.Chr.                        | Lysiades                                         | |
| 50 v.Chr.-49 v.Chr.                        | Demetrius                                        | |
| 49 v.Chr.-48 v.Chr.                        | Demochares                                       | |
| 48 v.Chr.-47 v.Chr.                        | Philocrates                                      | |
| 47 v.Chr.-46 v.Chr.                        | Diocles                                          | |
| 46 v.Chr.-45 v.Chr.                        | Apolexis                                         | |
| 45 v.Chr.-44 v.Chr.                        | Polycharmus                                      | |
| 44 v.Chr.-43 v.Chr. or 43 v.Chr.-42 v.Chr. | Diocles Azenieus                                 | |
| 42 v.Chr.-41 v.Chr.                        | Euthydomus                                       | |
| 41 v.Chr.-40 v.Chr.                        | Nicandrus                                        | |
| 40 v.Chr.-39 v.Chr.                        | Philostratus                                     | |
| 39 v.Chr.-38 v.Chr.                        | Diocles Meliteus                                 | |
| 38 v.Chr.-37 v.Chr.                        | Menandrus                                        | |
| 37 v.Chr.-36 v.Chr.                        | Theopeithes                                      | |
| 36 v.Chr.-35 v.Chr.                        | Asclepiodorus                                    | |
| 35 v.Chr.-34 v.Chr.                        | onbekend                                         | |
| 34 v.Chr.-33 v.Chr.                        | Pammenes (?)                                     | |
| 33 v.Chr.-32 v.Chr.                        | Cleidamus (?)                                    | |
| 32 v.Chr.-31 v.Chr.                        | Epicrates (?)                                    | |
| 31 v.Chr.-30 v.Chr.                        | Polycleitus Phlyeus (?)                          | |
| 30 v.Chr.-29 v.Chr.                        | Architemus (?)                                   | |
| 29 v.Chr.-26 v.Chr.                        | onbekend                                         | |
| 26 v.Chr.-25 v.Chr.                        | Dioteimus Alaieus                                | |
| 25 v.Chr.-21 v.Chr.                        | onbekend                                         | |
| 21 v.Chr.-20 v.Chr.                        | Demeas Azenieus                                  | |
| 20 v.Chr.-19 v.Chr.                        | Apolexis                                         | |
| 19 v.Chr.-16 v.Chr.                        | onbekend                                         | |
| 16 v.Chr.-15 v.Chr.                        | Pythagoras                                       | |
| 15 v.Chr.-14 v.Chr.                        | Antiochus                                        | |
| 14 v.Chr.-13 v.Chr.                        | Polyainus                                        | |
| 13 v.Chr.-12 v.Chr.                        | Zenon                                            | |
| 12 v.Chr.-11 v.Chr.                        | Leonides                                         | |
| 11 v.Chr.-10 v.Chr.                        | Theophilus                                       | |
| 10 v.Chr.-9 v.Chr.                         | onbekend                                         | |
| 9 v.Chr.-8 v.Chr.                          | Nicias Athmoneus (?)                             | |
| 8 v.Chr.-7 v.Chr.                          | Demochares Azanieus (?)                          | |
| 7 v.Chr.-6 v.Chr.                          | onbekend                                         | |
| 6 v.Chr.-5 v.Chr.                          | Xenon Phlyeus (?)                                | |
| 5 v.Chr.-4 v.Chr.                          | Apolexis Philocratous ex Oiou (?)                | |
| 4 v.Chr.-3 v.Chr.                          | Aristodemus (?)                                  | |
| 3 v.Chr.-2 v.Chr.                          | Nicostratus (?)                                  | |
| 2 v.Chr.-1 v.Chr.                          | Demochares Azenius (?)                           | |
| 1 v.Chr.-1                                 | Anaxagoras (?)                                   | |
| 1-2                                        | Areius Paianieus (?)                             | |
| 2-3                                        | Cedeides (?)                                     | |
| 3-4                                        | Menneas (?)                                      | |
| 4-5                                        | Polyainus Marathonius (?)                        | |
| 5-6                                        | Polycharmus Azenius (?)                          | |
| 6-7                                        | Theophilus (?)                                   | |
| 7-24                                       | onbekend                                         | |
| 24-25                                      | Charmides                                        | |
| 25-26                                      | Callicratides                                    | |
| 26-27                                      | Pamphilus                                        | |
| 27-28                                      | Themistocles Marathonius                         | |
| 28-29                                      | Oinophilus                                       | |
| 29-30                                      | Boethus                                          | |
| 30-36                                      | onbekend                                         | |
| 36-37                                      | Rhoemetalcas de Jongere                          | |
| 37-38                                      | Polycritus                                       | |
| 38-39                                      | Zenon                                            | |
| 39-40                                      | Secoundus                                        | |
| 40-46                                      | onbekend                                         | |
| 45-46                                      | Antipatrus de Jongere Phlyeus                    | |
| 46-49                                      | onbekend                                         | |
| 49-50                                      | Deinophilus                                      | |
| 50-54                                      | onbekend                                         | |
| 53-54                                      | Dionysodorus                                     | |
| 54-55                                      | onbekend                                         | |
| 55-56                                      | Conon                                            | |
| 56-61                                      | onbekend                                         | |
| 61-62                                      | Thrasyllus                                       | |
| 62-65                                      | onbekend                                         | |
| 64-65                                      | Gaius Carreinas Secundus                         | |
| 65-66                                      | Demostratus                                      | |
| 66-91                                      | onbekend                                         | |
| 91-92                                      | Titus Flavius Domitianus                         | = princeps |
| 92-93                                      | Trevilius Rufus                                  | |
| 93-94                                      | onbekend                                         | |
| 94-95                                      | Octavius Theion                                  | |
| 95-96                                      | Octavius Proclus                                 | |
| 96-97                                      | Aeolion                                          | |
| 97-98                                      | onbekend                                         | |
| 98-99                                      | Coponius Maximus Agnoösius                       | |
| 99-100                                     | Lucius Vibullius Hipparchus                      | |
| 100-101                                    | Flavius Stratolaus Phylesius                     | |
| 101-102                                    | Claudius Demophilus                              | |
| 102-103                                    | Flavius Sophocles Sounieus                       | |
| 103-104                                    | Flavius Pintenus Gargottius                      | |
| 104-105                                    | Flavius Conon Sounieus                           | |
| 105-107                                    | onbekend                                         | |
| 107-108                                    | Flavius Alcibiades Paeanieus                     | |
| 108-109                                    | Julius Antiochus Philopappus (stierf); Laelianus | |
| 109-110                                    | Cassius Diogenes                                 | |
| 110-111                                    | Flavius Euphanes                                 | |
| 111-112                                    | Gaius Julius Cassius Steirieus                   | |
| 112-113                                    | Publius Aelius Traianus Adrianus                 | = later keizer |
| 113-114                                    | Deëdius Secundus Sphettius                       | |
| 114-115                                    | onbekend                                         | |
| 115-116                                    | Publius Fulvius Mitrodorus Sounieus              | |
| 116-117                                    | Flavius Macreanus Acharneus                      | |
| 117-118                                    | onbekend                                         | |
| 118-119                                    | Maximus Agnoösius                                | |
| 119-126                                    | onbekend                                         | |
| 126-127                                    | Claudius Herodes Marathonius                     | |
| 127-128                                    | Gaius Memmius Peissandrus Colytteus              | |
| 128-131                                    | onbekend                                         | |
| 131-132                                    | Claudius Philogenus Visseieus                    | |
| 132-133                                    | Claudius Domitianus Visseieus                    | |
| 133-134                                    | onbekend                                         | |
| 134-135                                    | Antisthenes                                      | |
| 135-138                                    | onbekend                                         | |
| 138-139                                    | Praxagoras Thoricius                             | |
| 139-140                                    | Flavius Alcibiades Paianieus                     | |
| 140-141                                    | Claudius Attalus Sphettius                       | |
| 141-142                                    | Publius Aelius Phileas Meliteus                  | |
| 142-143                                    | Aelius Alexandrus Phalereus                      | |
| 143-144                                    | Publius Aelius Vibullius Rufus                   | |
| 144-145                                    | Syllas                                           | |
| 145-146                                    | Flavius Arrianus Paianieus                       | |
| 146-147                                    | Titus Flavius Alcibiades Paeanieus               | |
| 147-148                                    | Soteles Philippus Estiaeothen                    | |
| 148-149                                    | Lucius Nummius Ieroceryx Phalereus               | |
| 149-150                                    | Quintus Alleius Epictetus                        | |
| 150-151                                    | Aelius Ardys                                     | |
| 151-152                                    | Aelius Callicrates                               | |
| 152-153                                    | Lucius Nummius Menis Phalereus                   | |
| 153-154                                    | Aelius Alexandrus III                            | |
| 154-155                                    | Praxagoras Meliteus                              | |
| 155-156                                    | Popillius Theotimus Sounieus                     | |
| 156-157                                    | Aelius Gelus II                                  | |
| 157-158                                    | Lycomedes                                        | |
| 158-159                                    | Titus Aurelius Philemon Philades                 | |
| 159-160                                    | Tiberius Claudius Lysiades Meliteus              | |
| 160-161                                    | Publius Aelius Themison Pammenes Azenieus        | |
| 161-162                                    | Lucius Memmius Thoricius                         | |
| 162-163                                    | Pompeius Alexandrus Acharneus                    | |
| 163-164                                    | Philisteides Peiraieus                           | |
| 164-165                                    | Pompeius Daidouchus                              | |
| 165-166                                    | Sextus Phalereus                                 | |
| 166-167                                    | Marcus Valerius Mamertinus Marathonius           | |
| 167-168                                    | anarchie                                         | |
| 168-169                                    | Tineius Ponticus Besaieus                        | |
| 169-170                                    | anarchie                                         | |
| 170-171                                    | Tiberius Memmius Phlaccus Marathonius            | |
| 171-172                                    | anarchie                                         | |
| 172-173                                    | Biesius Peison Meliteus                          | |
| 173-174                                    | Sallustianus Aeolion Phlyeus                     | |
| 174-175                                    | Aurelius Dionysius                               | |
| 175-176                                    | Claudius Heracleides Meliteus                    | |
| 176-177                                    | Aristocleides Peiraieus                          | |
| 177-178                                    | Scribonius Capiton (?)                           | |
| 178-179                                    | Flavius Stratolaus Phylasius                     | |
| 179-180                                    | Athenodorus Agrippas Iteaius                     | |
| 180-181                                    | Claudius Demostratus Meliteus                    | |
| 181-182                                    | Daedouchus                                       | |
| 182-183                                    | Marcus Munatius Maximianus Ouopiscus             | |
| 183-184                                    | Domitius Aristaius Paionides                     | |
| 184-185                                    | Titus Flavius Sosigenes Palleneus                | |
| 185-186                                    | Philoteimus Arcesidemou Eleousius                | |
| 186-187                                    | Gaius Fabius Thisbianus Marathonius              | |
| 187-188                                    | Tiberius Claudius Bradouas Atticus Marathonius   | |
| 188-189                                    | Lucius Aelius Aurelius Commodus Antoninus        | = keizer |
| 189-190                                    | Menogenes                                        | |
| 190-191                                    | Gaius Peinarius Proclus Agnousius                | |
| 191-192                                    | onbekend                                         | |
| 192-193                                    | Gaius Helvidius Secundus Palleneus               | |
| 193-199                                    | onbekend                                         | |
| 199-200                                    | Gaius Quintus Imerus Marathonius                 | |
| 200-203                                    | onbekend                                         | |
| 203-204                                    | Gaius Cassianus Steirieus                        | |
| 204-209                                    | onbekend                                         | |
| 209-210                                    | Flavius Diogenes Marathonius                     | |
| 210-212                                    | onbekend                                         | |
| 212-213                                    | Aurelius Dionysius Acharneus                     | |
| 213-220                                    | onbekend                                         | |
| 220-221                                    | Titus Flavius (?) Philinus                       | |
| 221-222                                    | Aurelius Melpomenus Antinoeus                    | |
| 222-230                                    | onbekend                                         | |
| 230-231                                    | Cassianus Hieroceryx Steirieus                   | |
| 231-233                                    | onbekend                                         | |
| 233-234                                    | Vib. Lysandrus                                   | |
| 234-235                                    | Epictetus Acharneus                              | |
| 235-240                                    | onbekend                                         | |
| 240-241                                    | Cassianus Philippus Steirieus                    | |
| 241-254                                    | onbekend                                         | |
| 254-255                                    | Lucius Flavius Philustratus Steirieus            | |
| 255-262                                    | onbekend                                         | |
| 262-263                                    | Publius Herennius Dexippus (?)                   | ook archon basileus? |
| 263-264                                    | onbekend                                         | |
| 264-265                                    | Publius Licinius Egnatius Gallienus              | = keizer |
| 265-274                                    | onbekend                                         | |
| 274-275                                    | Titus Flavius Mondon Phlyeus                     | |
| (latere archontes???)                      |                                                  | |